# Ugo Pozzan
Ugo Pozzan (* 29. Dezember 1929 in San Martino Buon Albergo; † 4. November 1973 in Verona) war ein italienischer Fußballspieler und späterer -trainer. Als Aktiver Pokalsieger mit Lazio Rom und zweifacher italienischer Nationalspieler, coachte er später bis zu seinem frühen Tod Hellas Verona, den AC Pistoiese sowie den AC Pisa.

## Spielerkarriere
Ugo Pozzan wurde am 29. Dezember 1929 im norditalienischen Städtchen San Martino Buon Albergo geboren und erlernte das Fußballspielen in der Jugend von Hellas Verona, nachdem er vom AC San Martino in die Provinzhauptstadt gewechselt war. Pozzan debütierte 1949 in der ersten Mannschaft von Hellas Verona, das damals in der zweitklassigen Serie B spielte und stand fortan in den folgenden vier Jahren für den Verein auf dem Platz. In dieser Zeit absolvierte der Mittelfeldakteur insgesamt 121 Ligaspiele für Hellas, wobei ihm 32 Treffer gelangen. Den Aufstieg in die Serie A schaffte man aber nicht. Im Sommer 1953 wechselte Ugo Pozzan zum FC Bologna in die erste italienische Fußballliga und etablierte sich dort schnell als Stammspieler. In seiner ersten Spielzeit in Bologna erreichte das Team von Trainer Giuseppe Viani den siebten Platz in der Serie A, ein Jahr später wurde man Vierter und qualifizierte sich für den Mitropapokal 1955, bei dem das Aus jedoch bereits in der zweiten Runde gegen den tschechoslowakischen Vertreter Dukla Prag kam. 1955/56 wurde man Sechster. Nach vier Jahren verließ Ugo Pozzan den FC Bologna nach Saisonende 1956/57 wieder. Er hatte zuvor in 98 Ligaspielen für den Verein auf dem Platz gestanden, in denen 21 Treffer zu Buche standen. 
Ab 1957 stand Pozzan bei Lazio Rom unter Vertrag und erreichte im ersten Jahr nur knapp den Klassenerhalt. Nach einem Trainerwechsel zu Fulvio Bernardini gelang Ugo Pozzan als Spieler von Lazio Rom schließlich der erste und auch einzige wichtige Titelgewinn seiner fußballerischen Laufbahn. In der Coppa Italia 1958 – der ersten Austragung dieses Wettbewerbs seit 1943 – zog Lazio Rom nach Erfolgen über Marzotto Valdagno und Juventus Turin ins Endspiel ein, wo als Gegner der AC Florenz wartete. Durch ein Tor von Maurilio Prini in der 30. Spielminute entschied Lazio das Endspiel für sich und konnte die Coppa Italia zum ersten Mal in der Vereinsgeschichte gewinnen. Nur drei Jahre später musste man allerdings den Gang in die Zweitklassigkeit antreten, nachdem man in der Serie A 1960/61 den letzten Platz belegt hatte.
Nach dem Abstieg mit Lazio Rom 1961 verließ Ugo Pozzan den Verein, bei dem er ohnehin seinen Stammplatz verloren hatte. Nach 82 Ligaspielen und neun Toren für die Laziali ging Pozzan noch für ein Jahr zum AC Pisa, wo er seine Laufbahn nach 26 Ligaspielen mit einem Tor im Sommer 1962 33-jährig beendete.
Im Jahr 1956 wurde Ugo Pozzan in zwei Spielen der italienischen Fußballnationalmannschaft eingesetzt. Beide Spiele gegen Argentinien (Endstand: 0:1) und Brasilien (Endstand: 0:2) im Rahmen einer Südamerikareise endeten ohne Torerfolg und mit Niederlagen.

## Trainerkarriere
Nach dem Ende seiner Spielerkarriere wurde Ugo Pozzan Trainer. Seine erste Tätigkeit hatte er von 1966 bis 1968 bei seinem alten Verein Hellas Verona, wo er in seiner zweiten Saison in einem Trainergespann mit Nils Liedholm den Aufstieg in die Serie A schaffte. Dies gelang durch einen zweiten Platz in der Serie B 1967/68, einzig hinter dem SSC Palermo. Nach dem Aufstieg wurde Giancarlo Cadè neuer Coach von Hellas Verona und Ugo Pozzan übernahm das Traineramt beim AC Pistoiese in der Serie C. Auch hier arbeitete Pozzan zwei Jahre lang. Nach einem elften Rang in der ersten Spielzeit musste man allerdings im Sommer 1970 als Vorletzter der Serie C den Gang in die Viertklassigkeit antreten. Danach trennten sich die Wege von Verein und Trainer wieder. Pozzan kehrte in der Folge nach Verona zurück und übernahm erneut als Trainer bei Hellas, wo er nach neun Spieltagen der Serie A 1970/71 die Nachfolge des entlassenen Renato Lucchi antrat. Mit Platz elf gelang am Ende der Saison der Klassenerhalt. Im Jahr darauf wurde Hellas Verona mit Trainer Ugo Pozzan Dreizehnter und hielt erneut die Klasse, diesmal mit einem Punkt vor dem ersten Absteiger AC Mantova. 
Im Jahr 1973 war Pozzan noch kurzzeitig Trainer des AC Pisa in der Serie C, verstarb aber am 4. November des gleichen Jahres in Verona im Alter von 43 Jahren an Leukämie.

## Erfolge

### Als Spieler
- Italienischer Pokalsieg: 1×

1958 mit Lazio Rom

### Als Trainer
- Aufstieg in die Serie A: 1×

1967/68 mit Hellas Verona